# Себистон (район Рудаки)
Себистон (тадж. Себистон; до 2008 года — Окбулок) — село в районе Рудаки Республики Таджикистан. Входит в состав джамоата (сельской общины) Чоргултеппа.
Находится на расстоянии 5 км от районного центра (пгт. Сомониён).
Население — 215 чел. (2017).